# Ceclavín
Ceclavín – gmina w Hiszpanii, w prowincji Cáceres, w Estramadurze, o powierzchni 159,49 km². W 2011 roku gmina liczyła 2026 mieszkańców.